# Pleopeltis ensata
Pleopeltis ensata là một loài thực vật có mạch trong họ Polypodiaceae. Loài này được (Eaton) T. Moore miêu tả khoa học đầu tiên năm 1862.